# Спінеда
Спінеда (італ. Spineda) — муніципалітет в Італії, у регіоні Ломбардія, провінція Кремона.
Спінеда розташована на відстані близько 390 км на північний захід від Рима, 115 км на південний схід від Мілана, 39 км на схід від Кремони.
Населення — 608 осіб (2014).

## Демографія
Населення за роками:

Станом на 1 січня 2023 року в муніципалітеті офіційно проживали 84 іноземці з 11 країн, серед них 31 громадянин країн Євросоюзу та 5 громадян України.

## Сусідні муніципалітети
- Коммессаджо
- Гаццуоло
- Ривароло-дель-Ре-ед-Уніті
- Ривароло-Мантовано
- Саббйонета
- Сан-Мартіно-далл'Арджине